# Klimazustand
Der Klimazustand beschreibt den Zustand des Klimasystems, der durch das Energie-Budget beziehungsweise die Strahlungsbilanz eines Planeten bestimmt wird. 
Die Veränderung eines Klimazustands auf globaler Ebene beruht im Wesentlichen – unter Einbeziehung verschiedener Rückkopplungen – auf einer deutlichen Zu- oder Abnahme des Strahlungsantriebs, der das Klimasystem aus einem stabilen thermisch-radiativen Gleichgewicht in das neue Gleichgewicht eines anderen Klimazustands überführt und somit einen Klimawandel bewirkt. Dabei wird generell zwischen positiven und negativen Rückkopplungen unterschieden, wobei positive als selbstverstärkende Rückkopplungen bezeichnet werden und negative als sich selbst abschwächende oder stabilisierende Rückkopplungen. Ein negativ rückgekoppeltes System wird daher Störungen seiner energetischen Balance ausgleichen und zum ursprünglichen Klimazustand zurückkehren.
In diesem Artikel wird hauptsächlich der Klimazustand des Planeten Erde behandelt.

## Beschreibung und Einordnung

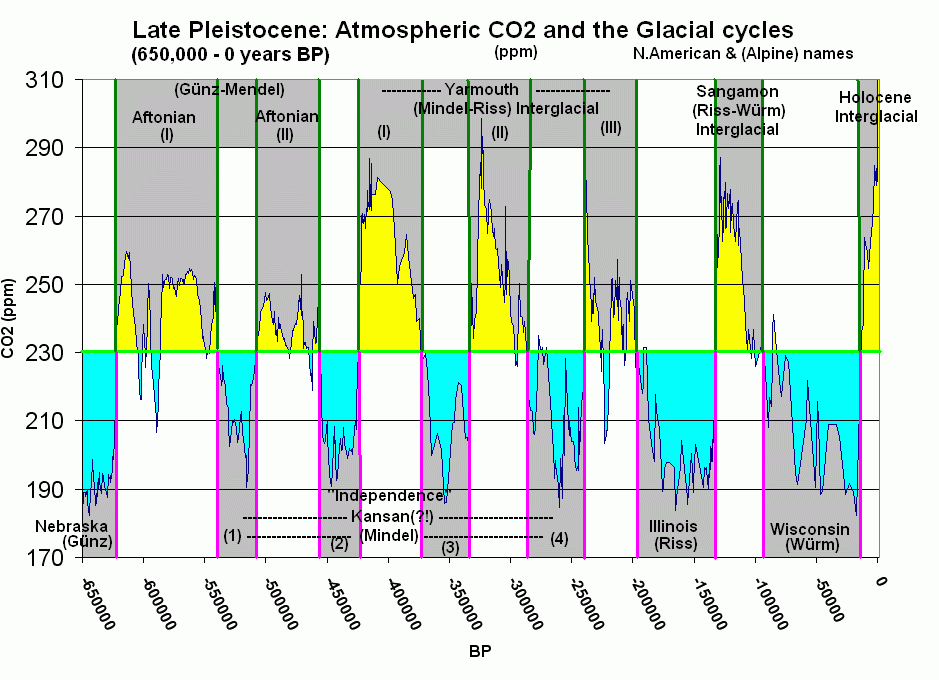
Eisbohrkerndaten und die Kalt- und Warmzeiten des Quartärs mit Angabe der Kohlenstoffdioxid-Konzentrationen

Das Energie-Budget hängt in der jüngeren Erdgeschichte zum großen Teil von den Milanković-Zyklen ab (in signifikanter Ausprägung seit dem Beginn des Känozoischen Eiszeitalters vor 33,9 Millionen Jahren). Die Erdbahnparameter waren maßgeblich an der Intensität der Sonneneinstrahlung und den periodischen Klimaschwankungen während des Quartärs auf der Nordhalbkugel beteiligt.
Darüber hinaus kann ein Klimawandel auf unterschiedlich langen Zeitskalen von Orogenesen (Gebirgsbildungen), durch den Wärmeinhalt der Ozeane, durch plattentektonische Prozesse in Verbindung mit einem Megavulkanismus oder durch menschliche (anthropogene) Aktivitäten ausgelöst oder verstärkt werden.
Thermische Energie und Treibhausgase in der Atmosphäre bestimmen das Treibhauspotential und damit die Entstehung, die Stärke und den Verlauf eines Klimawandels. Für das Erdsystem werden verschiedene Kippelemente angenommen, die unter anderem von Faktoren wie der Wasserdampf-Rückkopplung und der Eis-Albedo-Rückkopplung abhängig sind und Abrupte Klimawechsel auslösen können. Das Konzept der Kippelemente wird in der geowissenschaftlichen Fachliteratur seit Beginn des 21. Jahrhunderts als bis dahin vernachlässigte Möglichkeit diskontinuierlicher Prozesse auf breiter Basis diskutiert.

## Kategorien möglicher Klimazustände

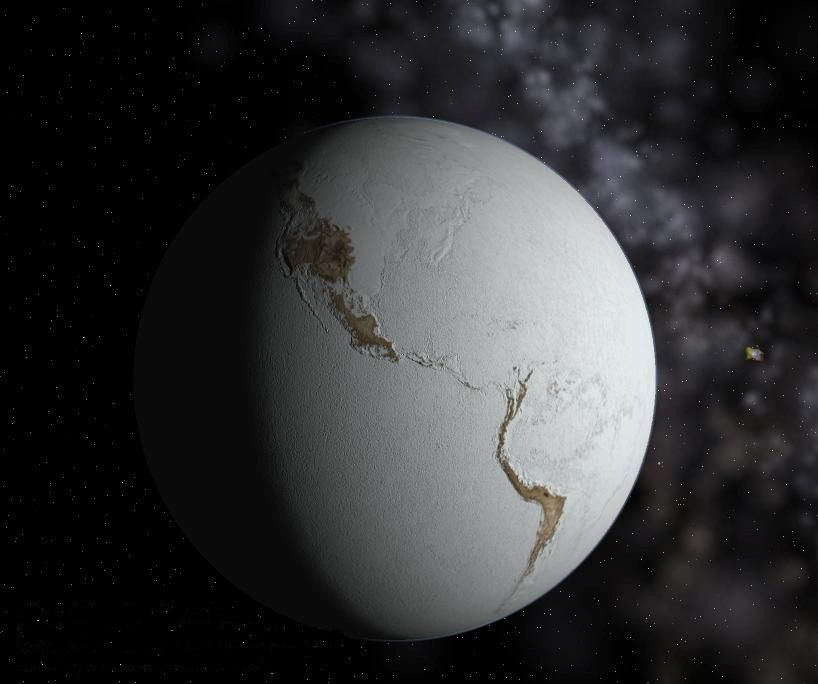
Fiktionale Darstellung eines Schneeball-Erde-Stadiums, wie im Neoproterozoikum, aber mit modernen Kontinenten

Syukuro Manabe wies im Jahre 1988 erstmals darauf hin, dass das Erdklima zwei stabile Zustände haben könne.
Der Begriff „Hintergrund-Klimazustand“ (englisch background state) beschreibt den heutigen Klimazustand. In der Erdgeschichte schwankt der Klimazustand zwischen „Treibhaus“- (Warmzeiten) und „Eishaus“-Bedingungen (Kaltzeiten). In der Klimatologie wird auch zwischen dem Anfangszustand oder Paläozustand unterschieden, wenn es um die Bestimmung der Klimasensitivität und des Strahlungsantriebs geht.
Während des „Schneeball Erde“-Zustands kam es zu einer mehrmaligen Vereisung des Planeten im Neoproterozoikum vor rund 720 bis 635 Millionen Jahren. Wahrscheinlich erfassten die damaligen Vereisungsprozesse die gesamte Erde von den Polen bis zum Äquator einschließlich der Ozeane.
Der „Hitzehaus“-Zustand wird im Zusammenhang mit einer sehr starken ungebremsten Erwärmung diskutiert, wie sie zum Beispiel in extremer Form auf dem Planeten Venus auftrat oder als geologisch kurzzeitiges Ereignis an der Perm-Trias-Grenze vor 252 Millionen Jahren die Biosphäre destabilisierte und ein globales Massenaussterben verursachte.
Auf der Grundlage eines Treibhaus-Erde-Szenarios wird erforscht, ob ein sogenannter galoppierender Treibhauseffekt (englisch runaway greenhouse effect) auch unter den gegenwärtigen Bedingungen möglich ist. In einer 2013 publizierten Studie wird bei einem CO2-Level von 550 ppm  eine Klimasensitivität von 3 bis 4 °C angenommen. Demnach würde das Verbrennen aller fossilen Energieträger eine Zunahme der gegenwärtigen Treibhausgas-Konzentration um das 8- bis 16-fache bewirken und zu einer globalen Temperaturerhöhung von 16 °C führen (mit einer Erwärmung der bodennahen Atmosphäre über den Kontinenten um durchschnittlich 20 °C und über den Polen um 30 °C). Ein vergleichbarer Effekt wie auf der Venus wäre hingegen nahezu ausgeschlossen und erst über längere Zeiträume bei einer grundlegenden Veränderung der Solarkonstante und der geophysikalischen Parameter zu erwarten.
Verschiedentlich wird in der wissenschaftlichen Literatur, ausgehend von den beiden Grundklimata Warm- bzw. Kaltzeit, eine weitere Unterteilung der Klimazustände in Eishaus, Kühles Treibhaus, Warmes Treibhaus und Hitzehaus vorgenommen (Icehouse, Cool Greenhouse, Warm Greenhouse, Hothouse). Nach dieser Systematik besitzt jeder Klimazustand seine eigene geophysikalische und klimatische Charakteristik, die sich von den übrigen deutlich unterscheidet. Darüber hinaus werden an den Übergängen von Eishaus zu Kühlem Treibhaus sowie von Warmem Treibhaus zu Hitzehaus mehrere Kipppunkte angenommen, die das Erdklimasystem in einen neuen und teilweise irreversiblen Zustand überführen können (→ Kippelemente im Erdklimasystem).

## Klimawandel
Um künftige Klimawandel-Ereignisse exakter bestimmen zu können, wird der Zusammenhang zwischen Rückkopplungen in Bezug auf Klimasensitivität und Klimazustand intensiv erforscht. Alle Rückkopplungen können nichtlineare Prozesse auslösen und so den Klimazustand (bzw. den Hintergrund-Klimazustand) und den Strahlungsantrieb verändern. In der Wissenschaft wird übereinstimmend festgestellt, dass im Unterschied zu vorindustriellen Klimaschwankungen der aktuelle Erwärmungsprozess gleichzeitig auf allen Kontinenten auftritt, in seiner rapiden Entwicklung von keiner Klimaveränderung der letzten zweitausend Jahre übertroffen wird und wahrscheinlich auch ohne vergleichbares Beispiel in der jüngeren Erdgeschichte ist.